# Heinz Stacke
Heinz Stacke (* 6. Dezember 1924 in Duisburg-Meiderich; † 15. November 1987 in Bad Heilbrunn) war ein deutscher Gewerkschafter und Mitglied des Bayerischen Senats.
Stacke besuchte die Volksschule und die private Handelsschule und machte anschließend die Lehre zum Industriekaufmann. Er war im Kriegsdienst tätig, saß in Gefangenschaft und leistete Zivildienst bei den amerikanischen Streitkräften ab. Nach seiner Entlassung folgten seine Umschulung zum Maurer, die Gesellenprüfung und die Hilfspolierprüfung. Von 1953 bis 1957 war er in den Winterhalbjahren als Fachlehrer im Grundausbildungslehrgang Bau an der Kreisberufsschule Bamberg aktiv. 1958 begann er als hauptamtlicher Sekretär im Landesverband der IG Bau-Steine-Erden deren Bezirksjugendleiter er von 1960 bis 1968 und deren Landesvorsitzender er von 1968 bis 1985 war. 1970 war er Mitbegründer der überbetrieblichen Zusatzversorgungskasse für die Beschäftigten der Steine- und Erdenindustrie, Betonsteinhandwerk und die Ziegelindustrie. Von 1970 bis 1985 amtierte er als alternierter Aufsichtsratsvorsitzender des ZVK Bayern, ferner gehörte er dem Beirat der ZVK des Baugewerbes im Bundesgebiet an. Außerdem saß er in mehreren Aufsichtsräten und Vorständen und gehörte von 1980 bis 1985 dem Bayerischen Senat an.